# Kuźnica (województwo pomorskie)

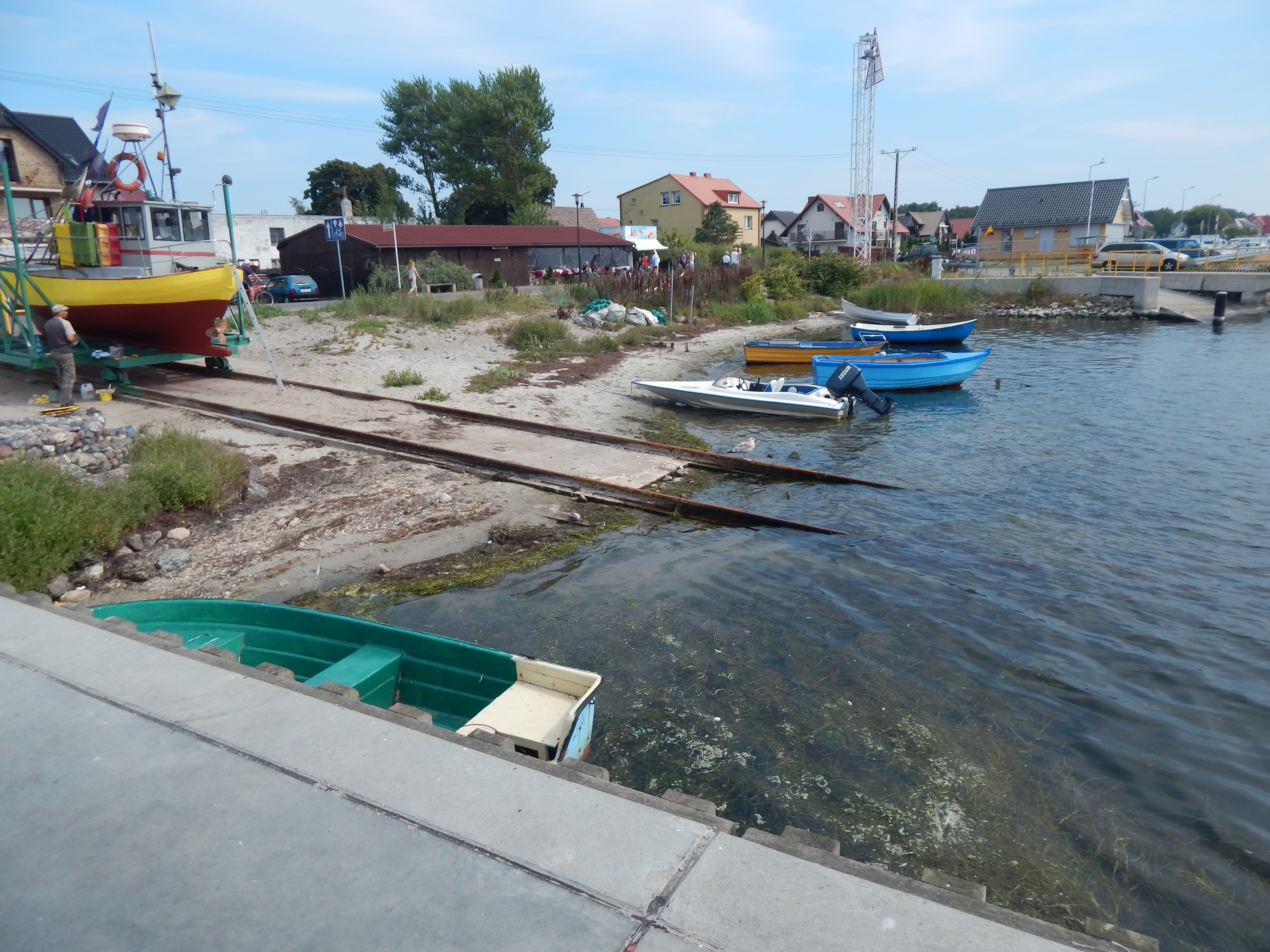
Pochylnia slipowa w porcie w Kuźnicy

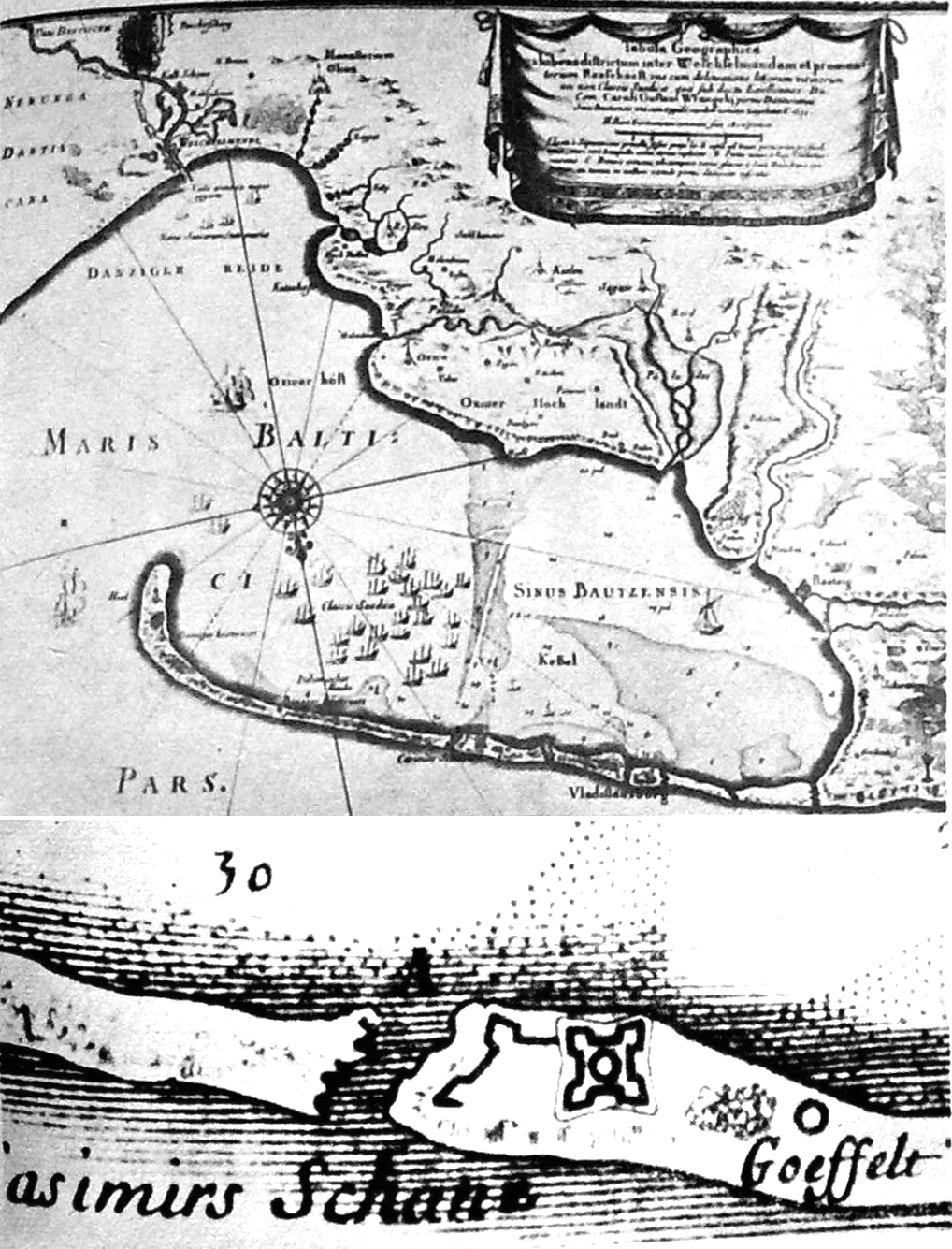
Forteca Kazimierzowo na mapie Zatoki Puckiej z 1696

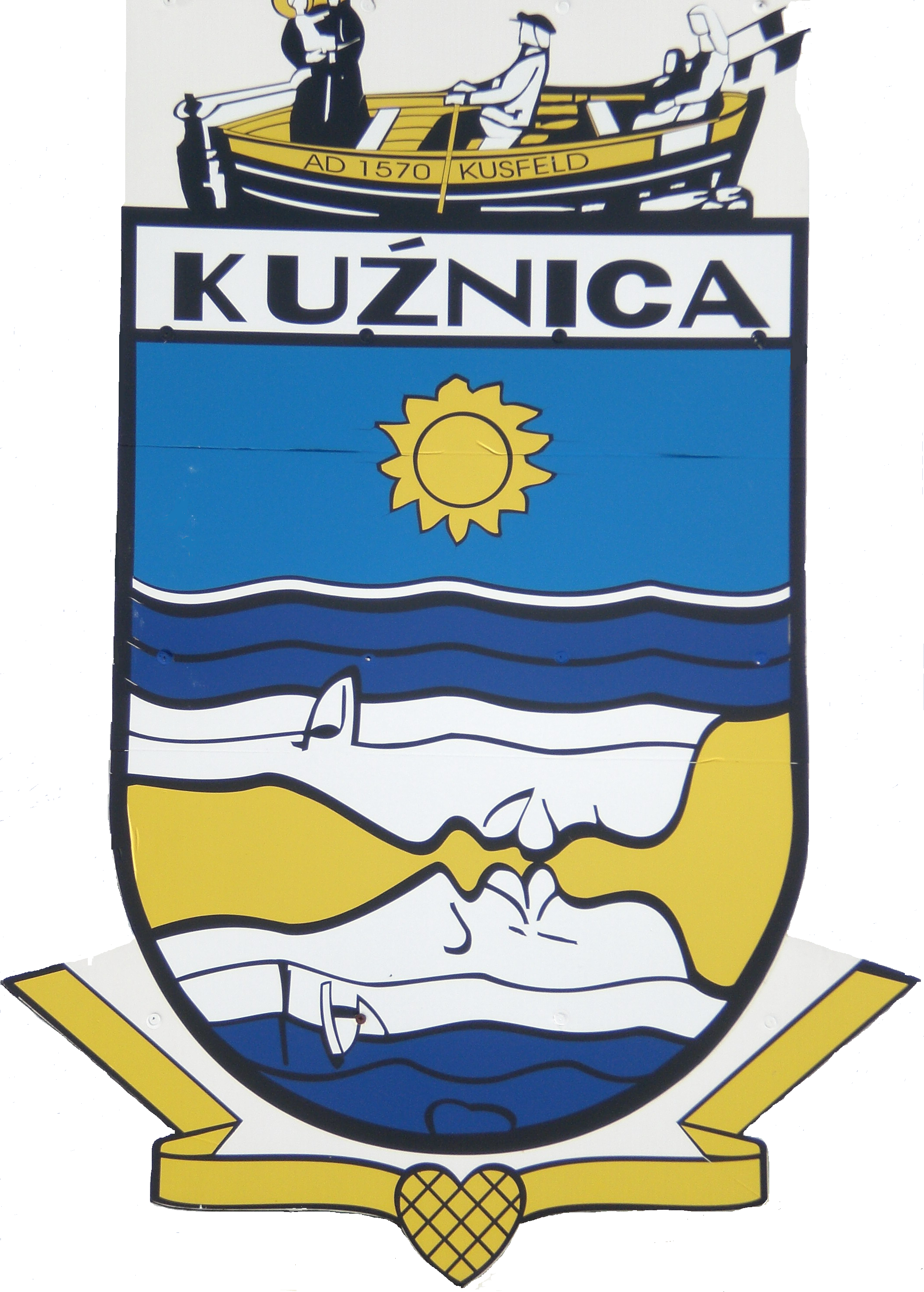
Nieoficjalny herb wsi Kuźnica

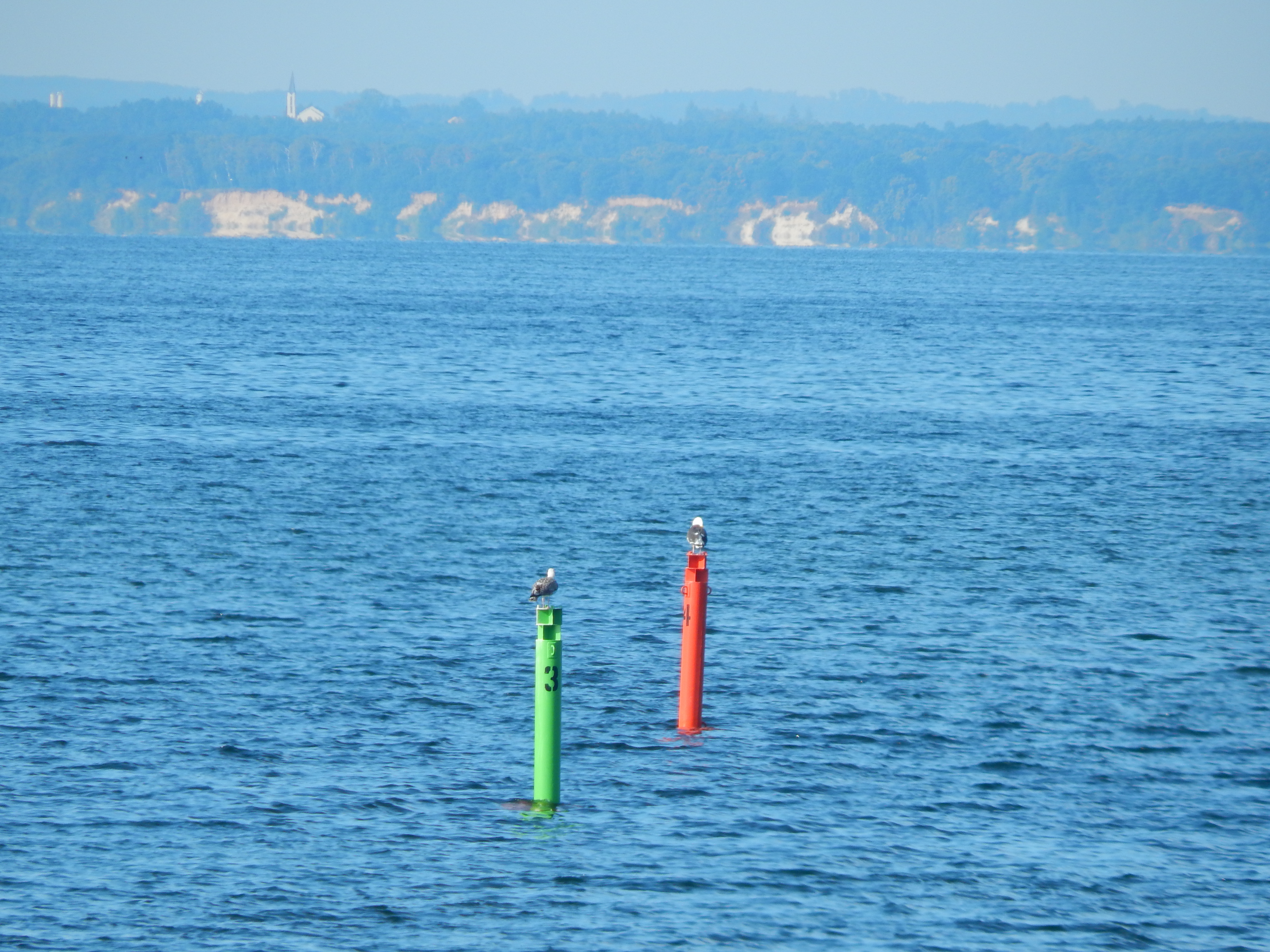
Tor wodny na wyjściu z portu w Kuźnicy oznaczony bojami. Na horyzoncie widoczne Pobrzeże Kaszubskie w pobliżu Osłonina

Kuźnica (kaszub. Kùsfeld, niem. Kusfeld, następnie Kussfeld) – osada nadmorska w Polsce, w województwie pomorskim, powiecie puckim, w gminie Jastarnia, położona na Mierzei Helskiej, nad Morzem Bałtyckim. Kurort wypoczynkowy z letnim kąpieliskiem i dwiema przystaniami morskimi dla rybaków. Według ewidencji ludności na 30 kwietnia 2013 Kuźnica liczyła 628 stałych mieszkańców. Została włączona w 1973 do Jastarni, a w 2017 z niej wyłączona. 
Zgodnie z kaszubskim podaniem niemiecka i kaszubska nazwa Kuźnicy Kùsfeld (Miejsce Pocałunku) opisywało symbolicznie fakt dotykania się morza („całowania”) z zatoką.
Częścią Kuźnicy jest pobliskie osiedle Syberia. 

## Historia
Wieś królewska w starostwie puckim w powiecie puckim województwa pomorskiego w 2. połowie XVI wieku.
Najstarszy znany dokument, który mówi o Kuźnicy, pochodzi z 1570 roku. Podaje nazwę Kuschfeldt i wspomina o jednej mieszkającej tam rodzinie. Zapisy historyczne z końca XVI wieku mówią o tym, że Kuźnica leżała wówczas na jednej z ciągu wysepek, z których połączenia powstała Mierzeja Helska. Wskazywana jest jako miejsce budowy czterobastionowego fortu „Kazimierzowo” (1634–1635) obsadzonego 200-osobową załogą, opuszczonego po potopie szwedzkim. 
Wydany w 1883 tom IV Słownika geograficznego Królestwa Polskiego i innych krajów słowiańskich podaje, że w:
„R 1663 stała tu tylko jedna chata, inne zapewne w czasie wojny szwedzkiej zrujnowane i opuszczone. Wieś należała do dóbr starosty puckiego. Lustracya tegoż starosty z r. 1678 donosi: Od r.1660 trzymał tę osadę Wojciech Byzewski jure emphiteutico do lat 30. Ale popełniwszy kryminał praedae z rozbitego okrętu lubeckiego i circumstancyi zabicia ludzi niewinnych w tym okręcie od nawalności salwowanych z zięciem swoim Matysem Walkowcem, zgodził się z panem Karolem Fondoren, plenipotentem pryncypałów przerzeczonego okrętu lubeckiego i residuitatem annorum emphiteuticorum puścił temu to Fondoren. Powinność posesora taka: brzegu morskiego pilnować, piwo pańskie i gorzałkę szynkować i czynszu za rok dawać fl.8”.
Zachowane dokumenty z 1772 roku wspominają, że Kuźnicę zamieszkiwało wówczas 25 rybaków.
W 1883 roku Kuźnica liczyła „zagrodników-rybaków 21, mk., [mieszkańców] samych katolików – 332, dm. [domów] – 50. […] Rolnictwem wcale się nie zajmują mieszkańcy”. 
Na koniec 1892 r. we wsi mieszkały 364 osoby, 361 Kaszubów katolików i 3 Niemców (2 katolików, 1 ewangelik).
W 1921 roku w osadzie zarejestrowane były 3 spośród 4 polskich łodzi motorowych. Czwarta była w posiadaniu rybaków z Helu. 3 września 1927 roku Paweł Muża wystąpił z prośbą o budowę pierwszego w Kuźnicy pensjonatu. W ten sposób doszło do otwarcia ośrodka pod nazwą "Morskie Oko".
W 1939 (II wojna św.), na skutek bombardowania przez Luftwaffe, zniszczeniu uległo około 45% zabudowań Kuźnicy.
1 stycznia 2017 Jastarnia zmieniła charakter z gminy miejskiej na miejsko-wiejską przez wyłączenie z jej granic Juraty i Kuźnicy.
W 2018 Urząd Morski przedstawił koncepcję budowy betonowego muru o wysokości 2,5 metra i długości 1,9 kilometra, który miałby chronić miejscowość przed powodzią od strony Zatoki Puckiej. Koncepcja ta spotkała się z protestami mieszkańców i władz lokalnych, argumentujących, że jej realizacja spowodowałaby degradację krajobrazu miejscowości.

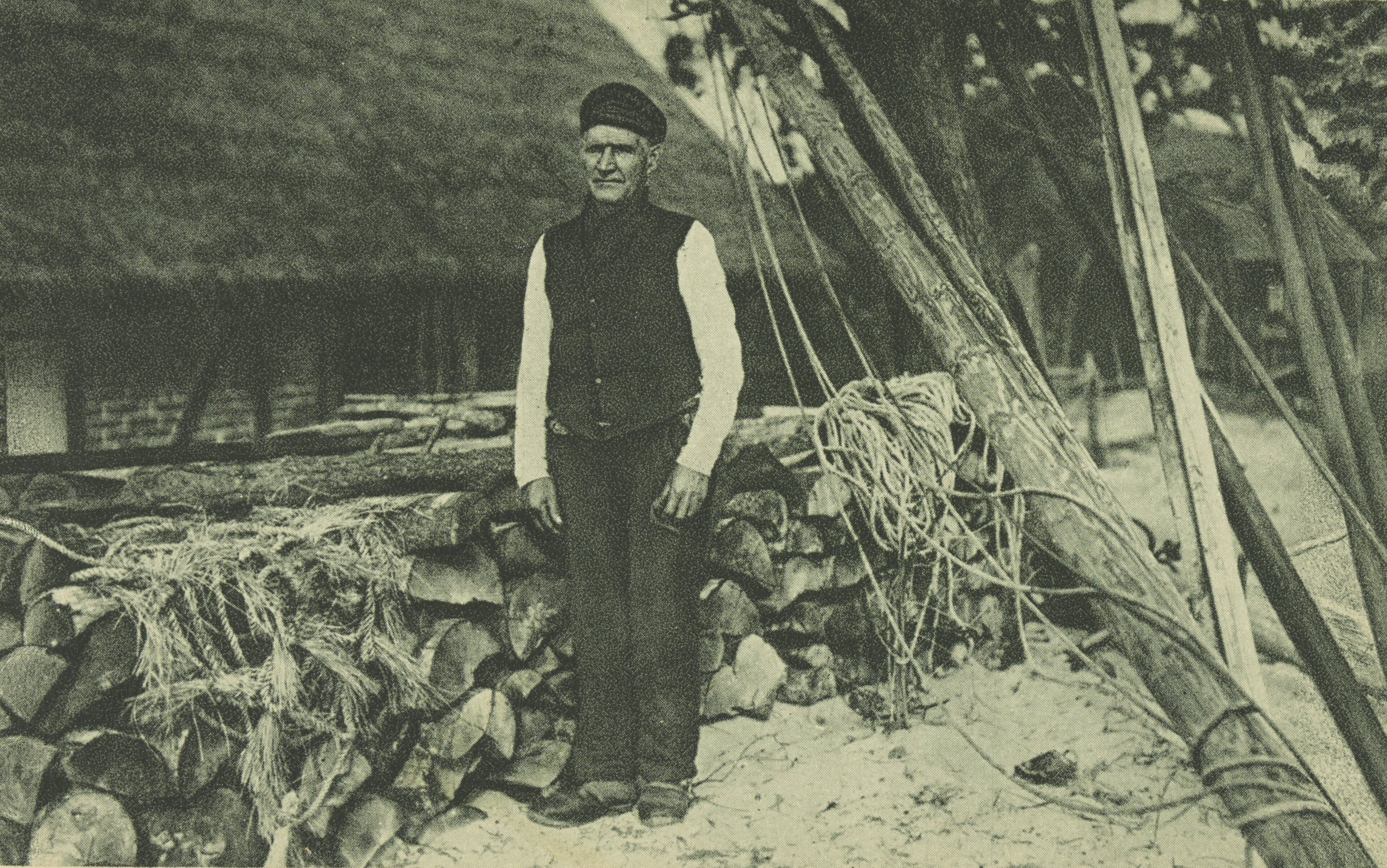
Typ rybaka, przed 1939
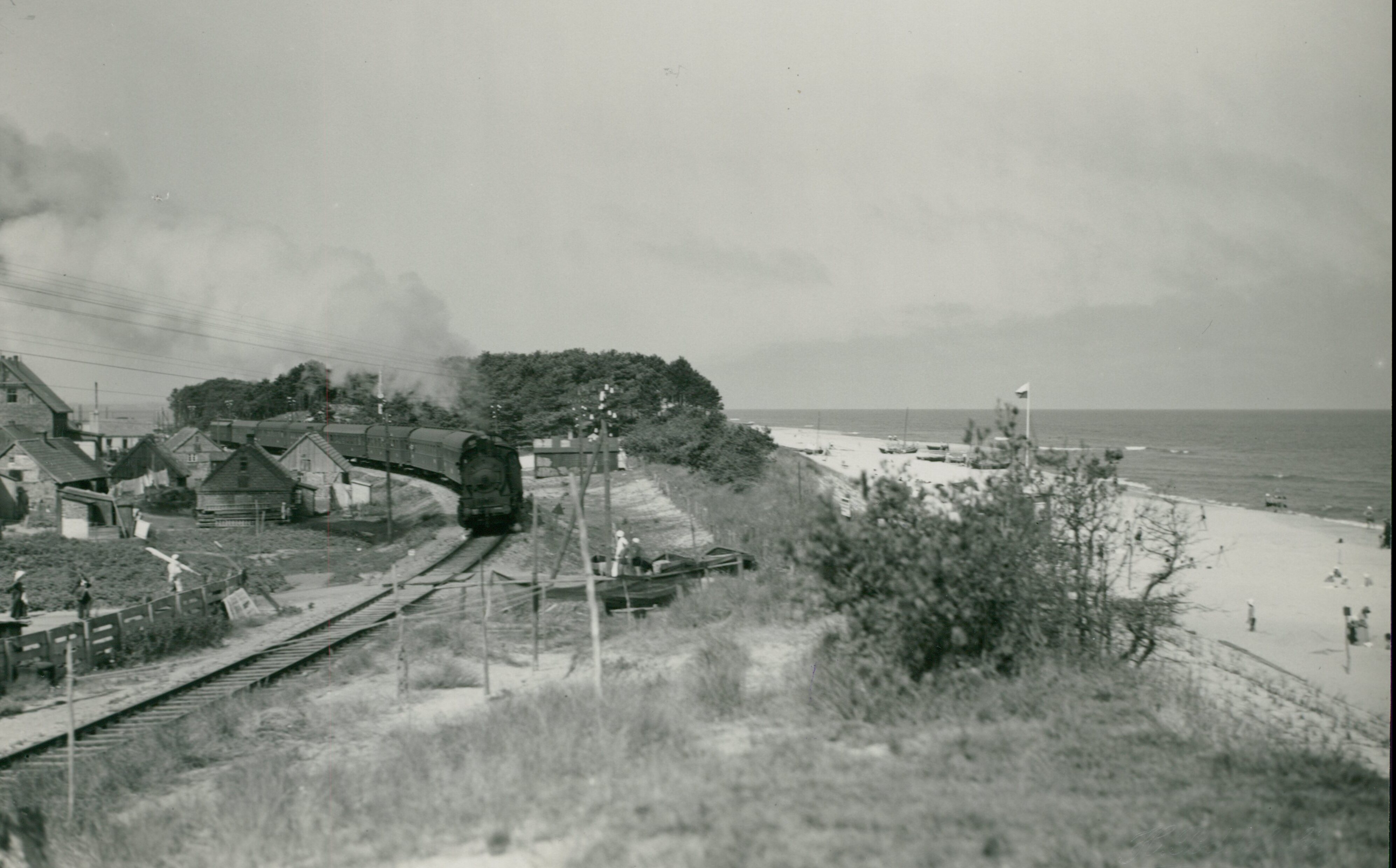
Pociąg na Helu, Kuźnica, przed 1939
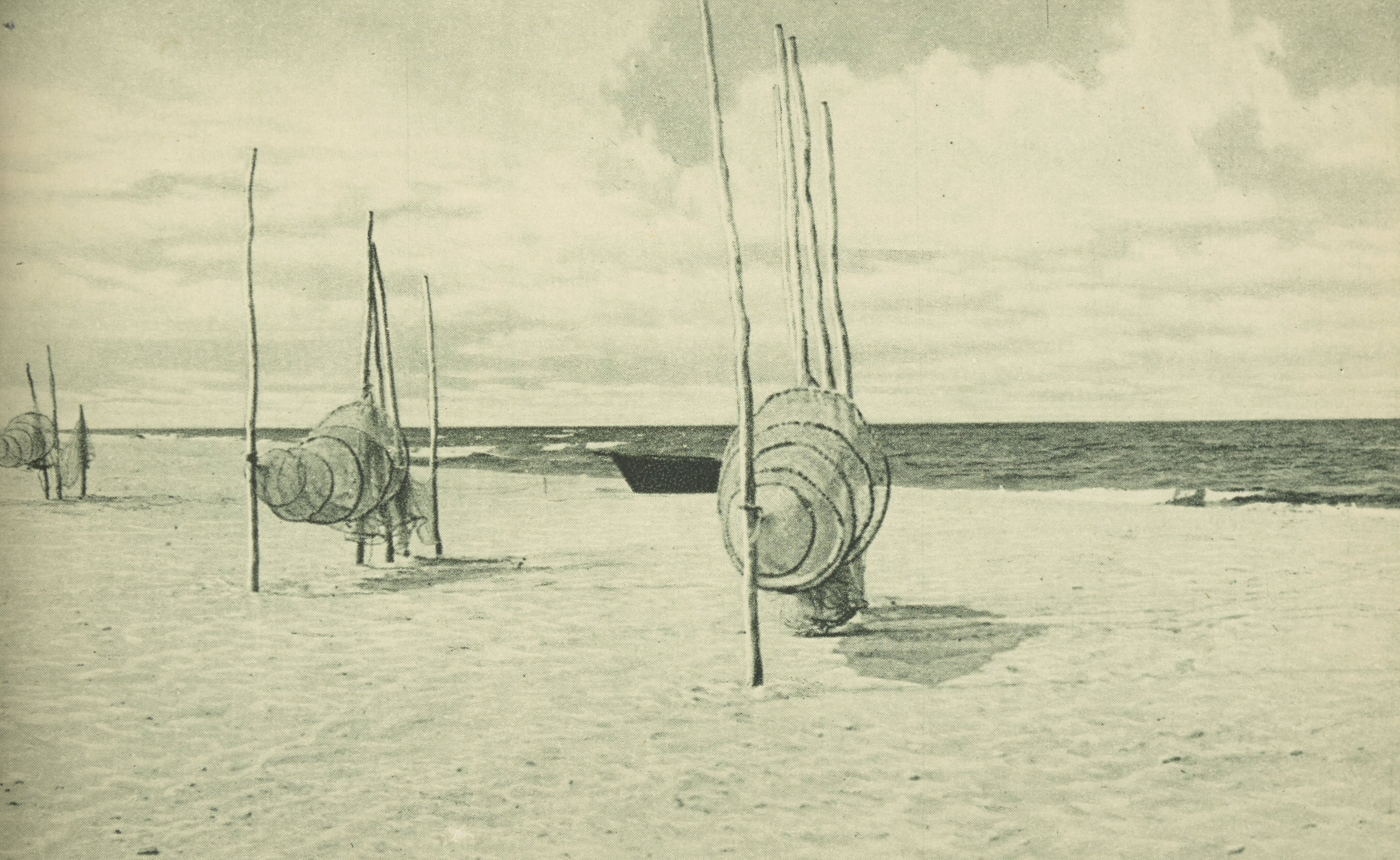
Sieci, 1905–1944
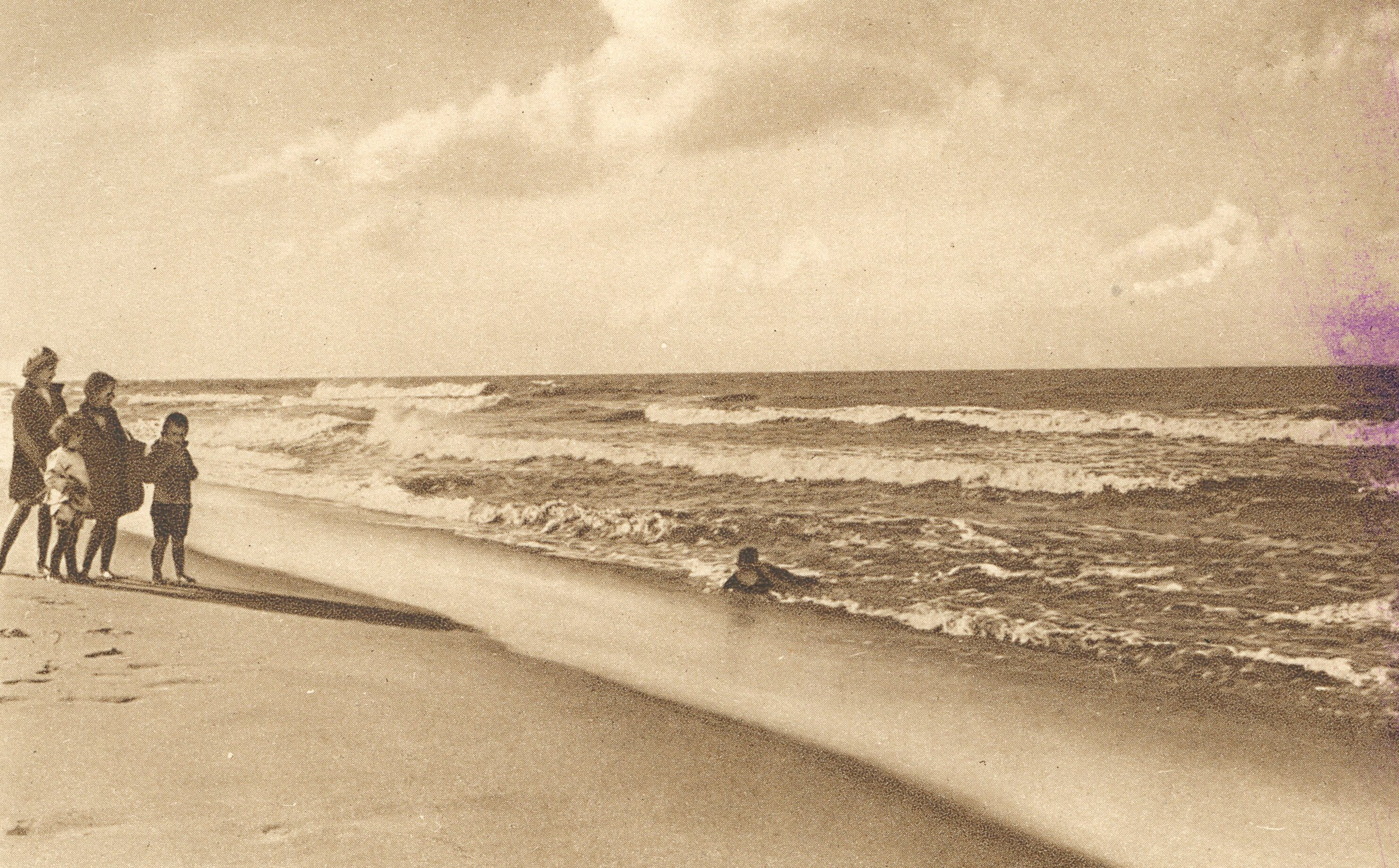
Morze między Kuźnicą a Chałupami, przed 1935

## Turystyka
Zorganizowano tu letnie kąpielisko morskie Kuźnica „Kościół” z wejściem na plażę nr 33 od ul. Helskiej, obejmujące 100 m linii brzegowej.

### Szlaki piesze
- Szlak Nadmorski: Krokowa – Karwia – Ostrowo – Jastrzębia Góra – Rozewie – Władysławowo – Chałupy – Kuźnica – Jastarnia – Jurata

## Kościół parafialny
Neogotycki kościół rybacki z lat 30. XX wieku z amboną w kształcie łodzi, wzorowany stylistycznie na kościele w Swarzewie. Zanim powstał, miejscem wspólnej modlitwy mieszkańców była wybudowana przed rokiem 1887, zlokalizowana koło szkoły kapliczka św. Antoniego Padewskiego. Na miejscowym cmentarzu, w lasku znajduje się pomnik, symboliczny grób rybaków i żołnierzy, ofiar wojen i żywiołów. Do 1985, zanim rozmyły go fale morskie, istniał leśny cmentarz żołnierzy niemieckich z okresu II wojny światowej.

## Transport wodny

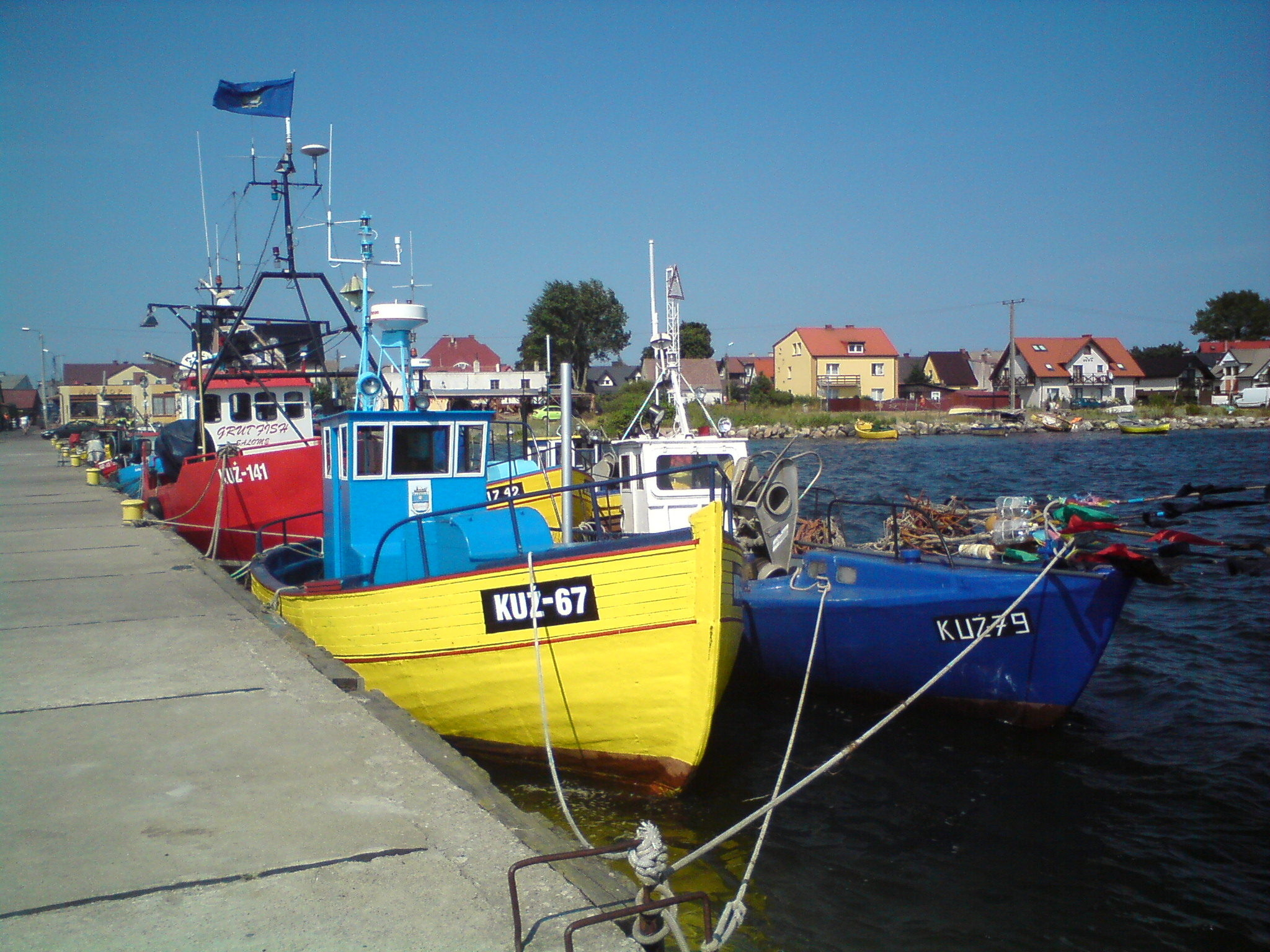
Przystań morska „Kuźnica II” nad Zatoką Pucką (2010)

W Kuźnicy są ustalone dwie przystanie morskie – „Kuźnica II” nad Zatoką Pucką i „Kuźnica I” nad Bałtykiem.
Do 2012 przystań „Kuźnica II” stanowiło nabrzeże postojowo-wyładunkowe o długości 92 m, a także pochylnia dla kutrów i łodzi. 30 października 2012, po dwóch latach rozbudowy, odbyło się oficjalne otwarcie przystani rybackiej. W wyniku tych prac przede wszystkim powstały dwa falochrony: wschodni (dług. 110 m) i południowy (dług. 174 m) z dwoma pirsami cumowniczymi, tworząc basen portowy o powierzchni 3,5 ha. Poszerzono też nabrzeże północne, wybudowano nowy slip oraz budynek bosmanatu, a także przeprowadzono remont starego nabrzeża.
Łodzie i kutry rybackie z tej miejscowości mają rejestrację „KUŹ – [nr jednostki]”.

## Najwęższe miejsce na mierzei
W Kuźnicy mierzeja jest najwęższa – ma tylko niespełna 200 metrów. Z obu stron osady wznoszą się kilkumetrowe wydmy (w tym wydma Lubek). W Kuźnicy tory kolejowe są położone najbliżej brzegu morskiego na całym polskim wybrzeżu – tylko 28 m do krawędzi wydmy i plaży.

## Galeria

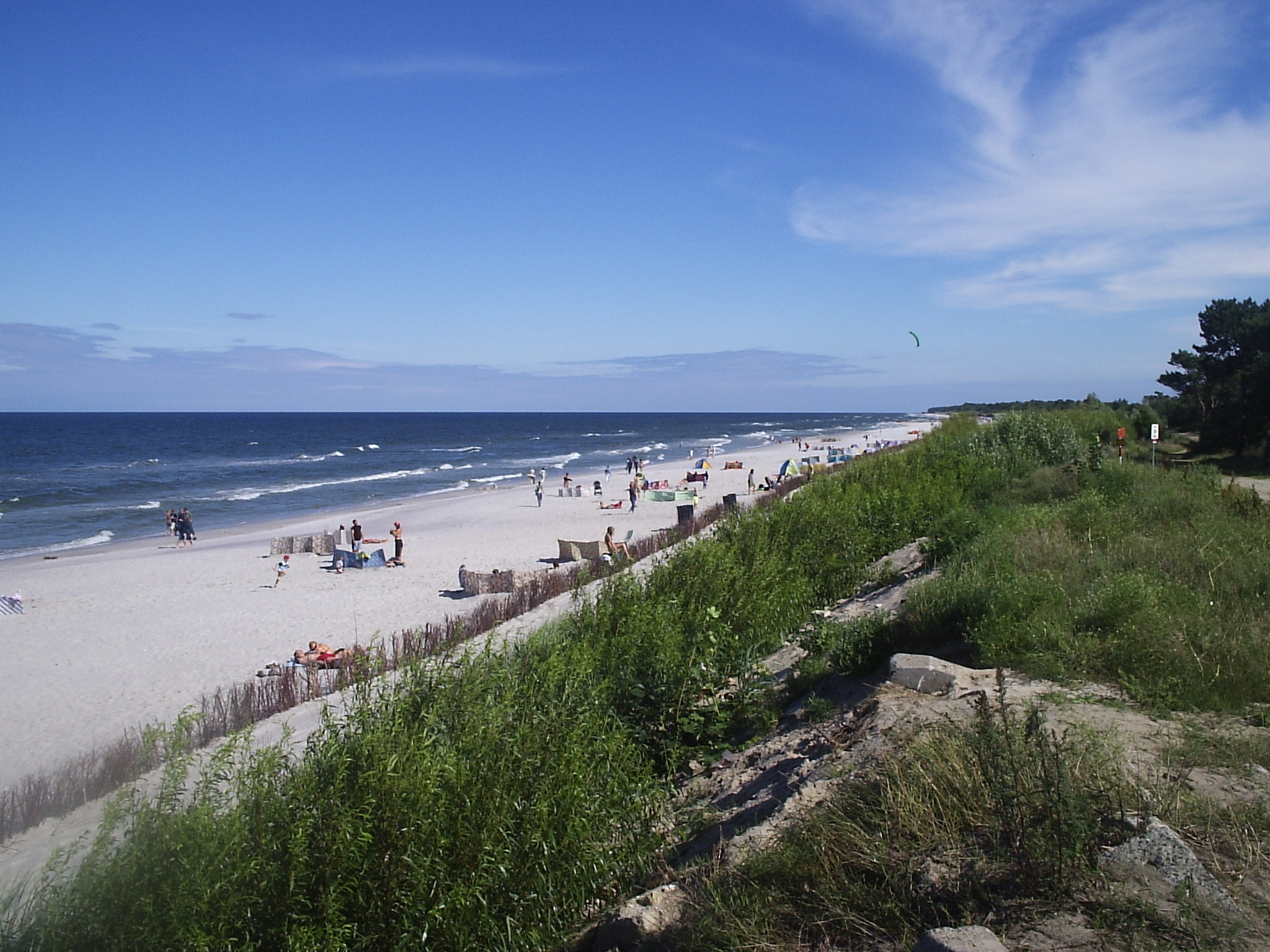
Plaża od strony morza
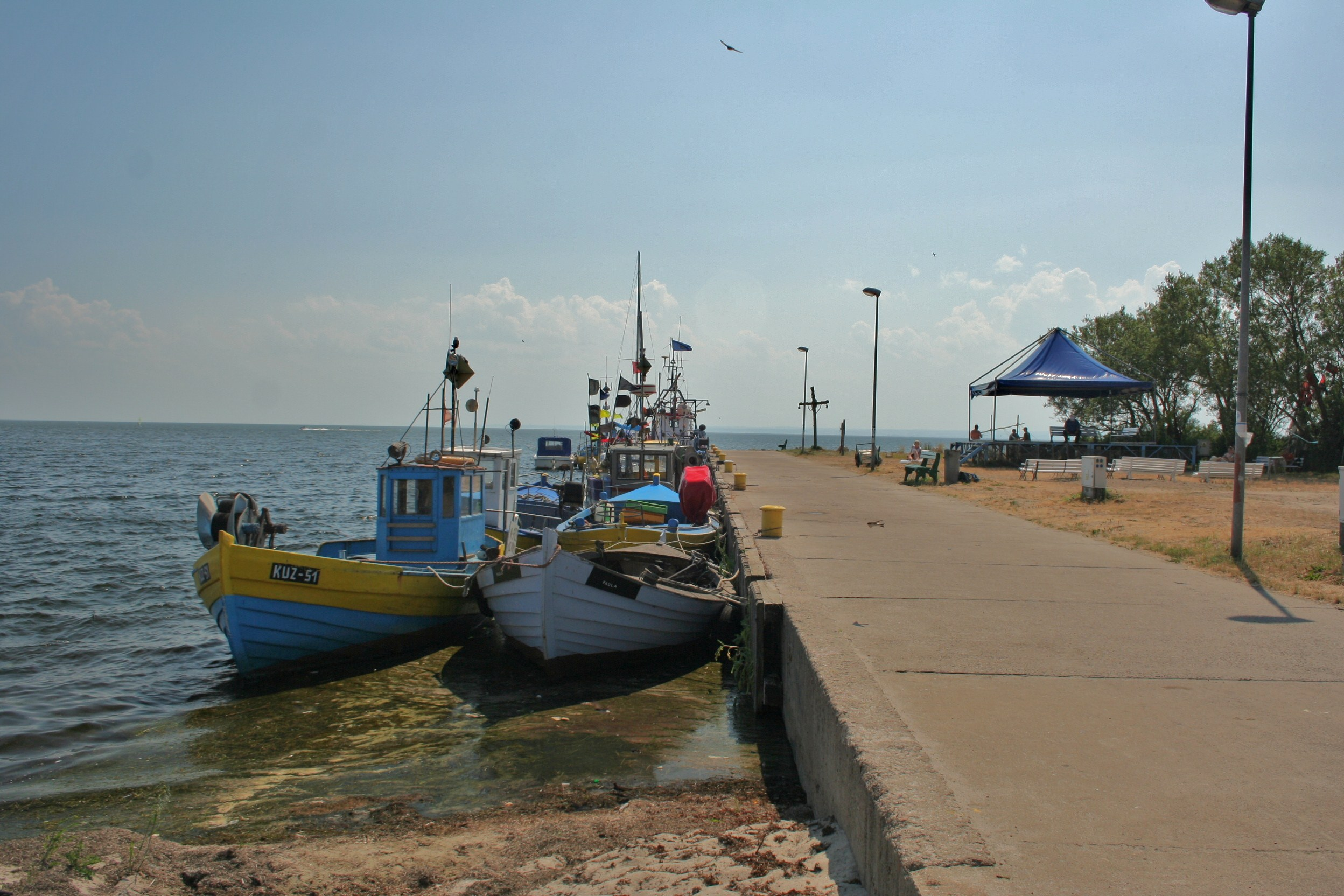
Kutry rybackie na przystani nad Zatoką Pucką
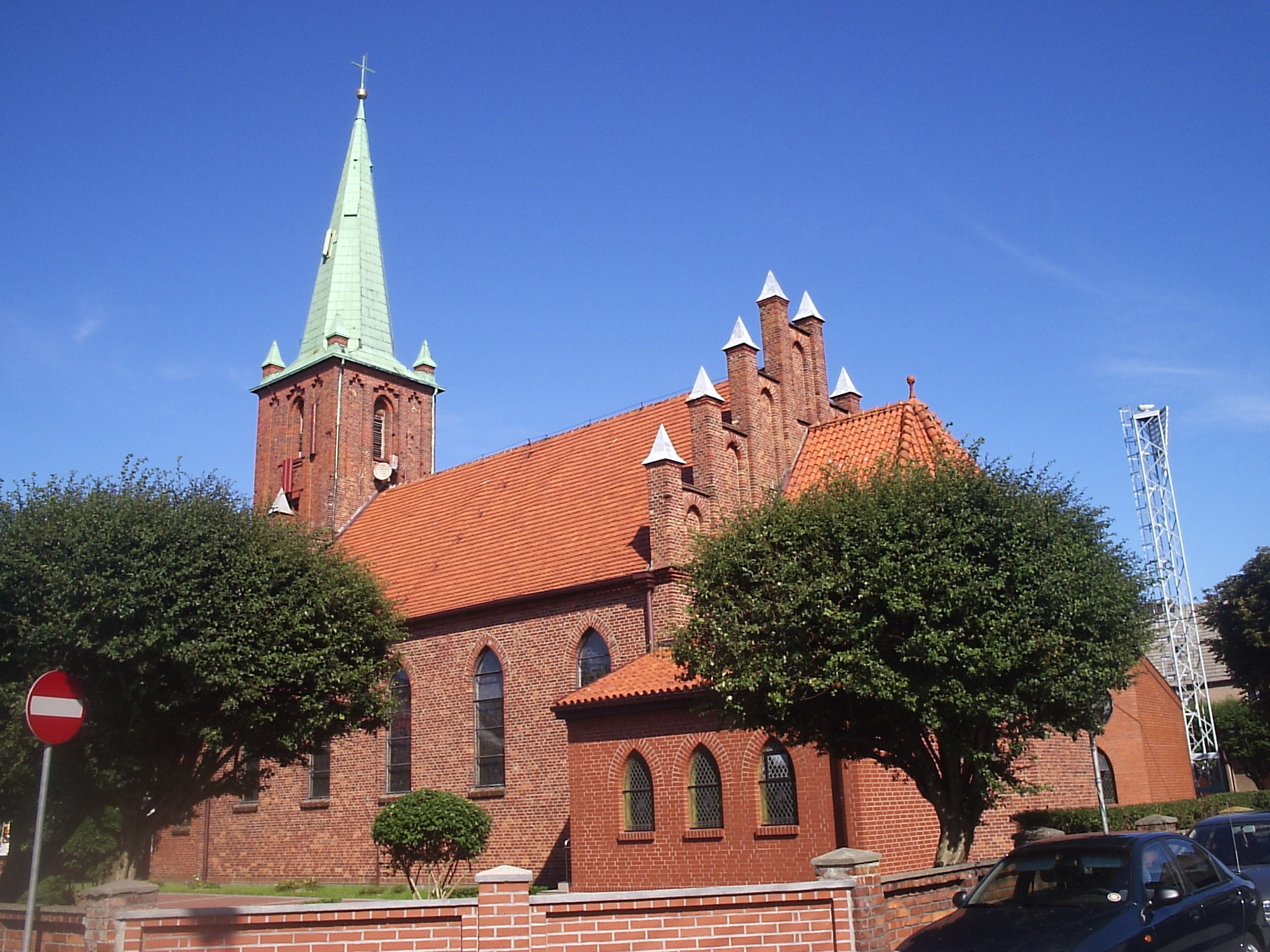
Neogotycki kościół, wybudowany przed II wojną światową
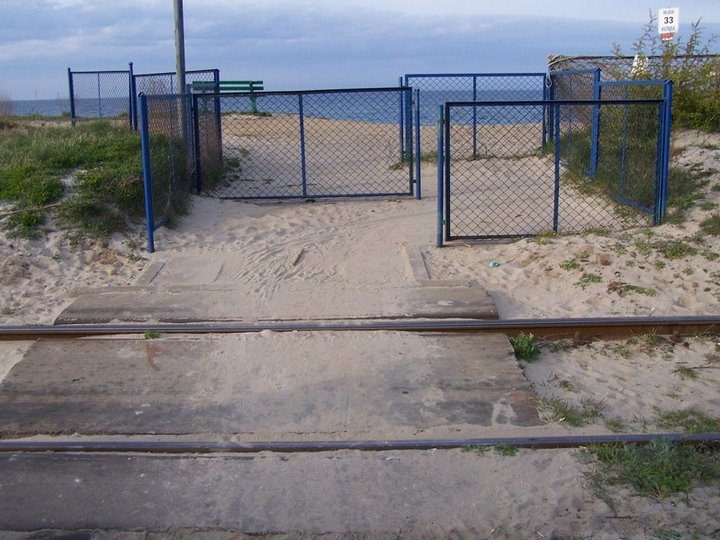
Linia kolejowa biegnąca wzdłuż plaży
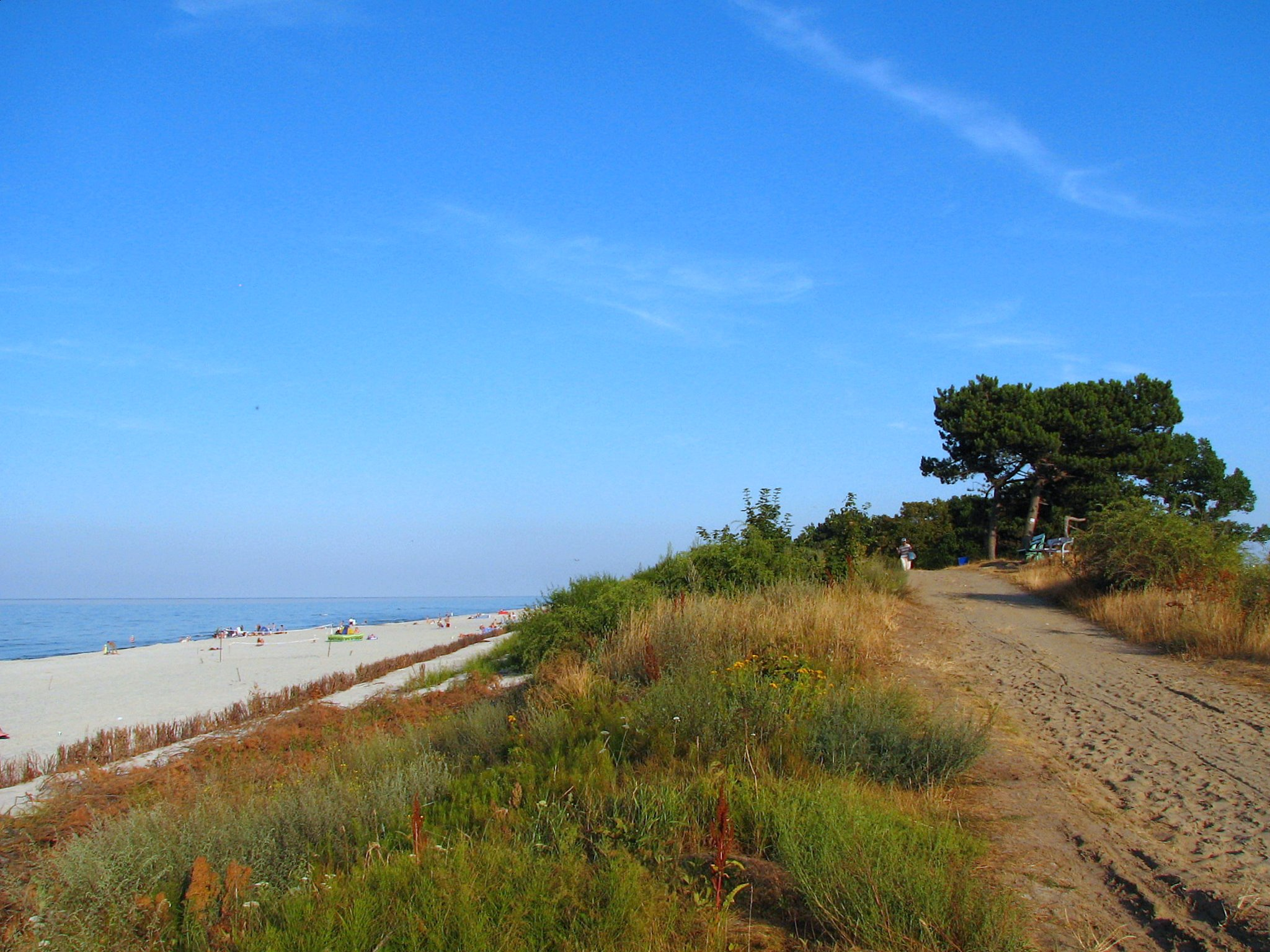
Plaża i wydmy w Kuźnicy
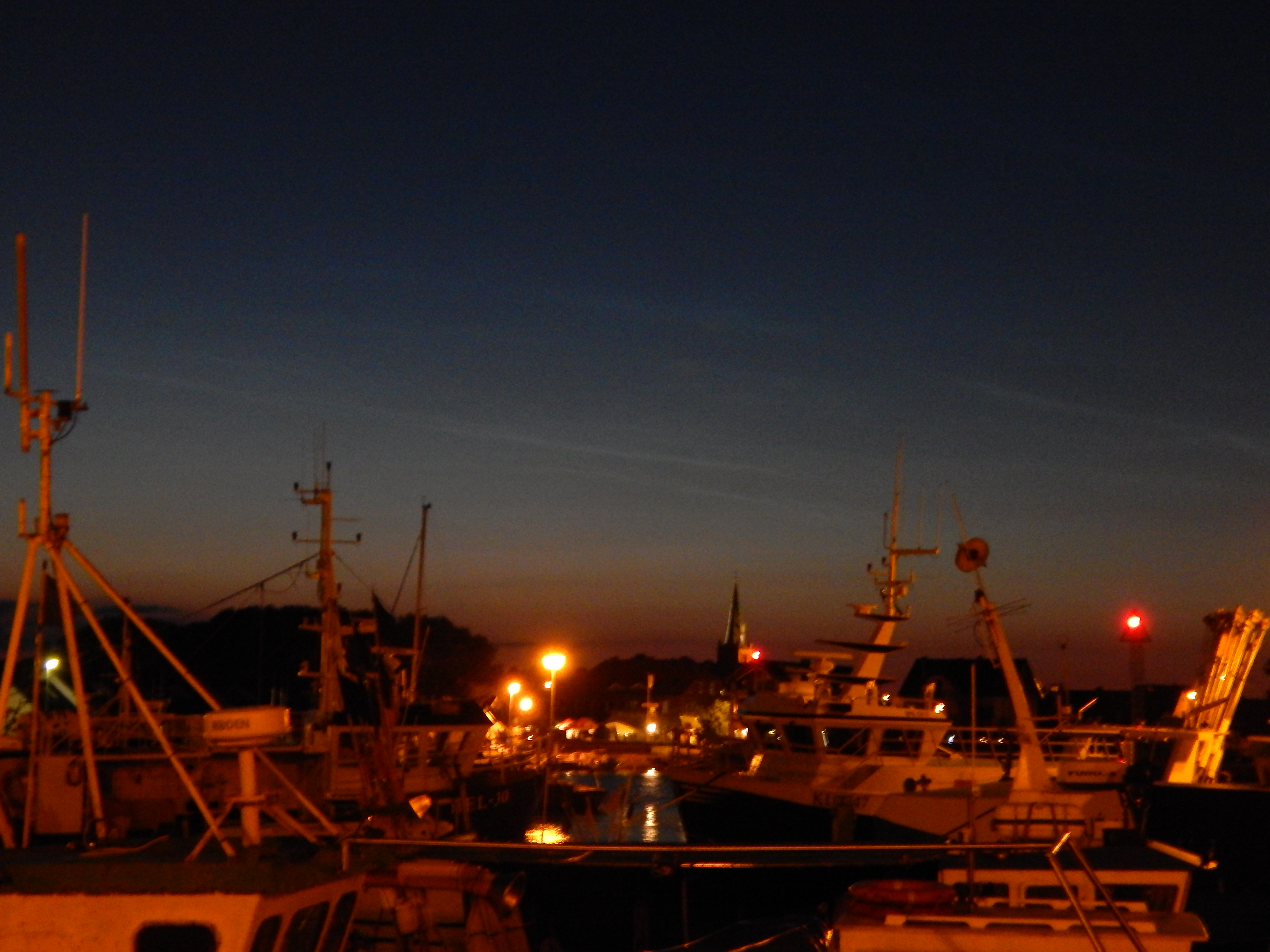
Nocne obłoki świecące widziane z Kuźnicy w lipcową noc. Położenie na północy Polski sprzyja obserwacji tych obłoków w miesiącach letnich